# Portes de Fer (Algérie)
Pour les articles homonymes, voir Portes de Fer.

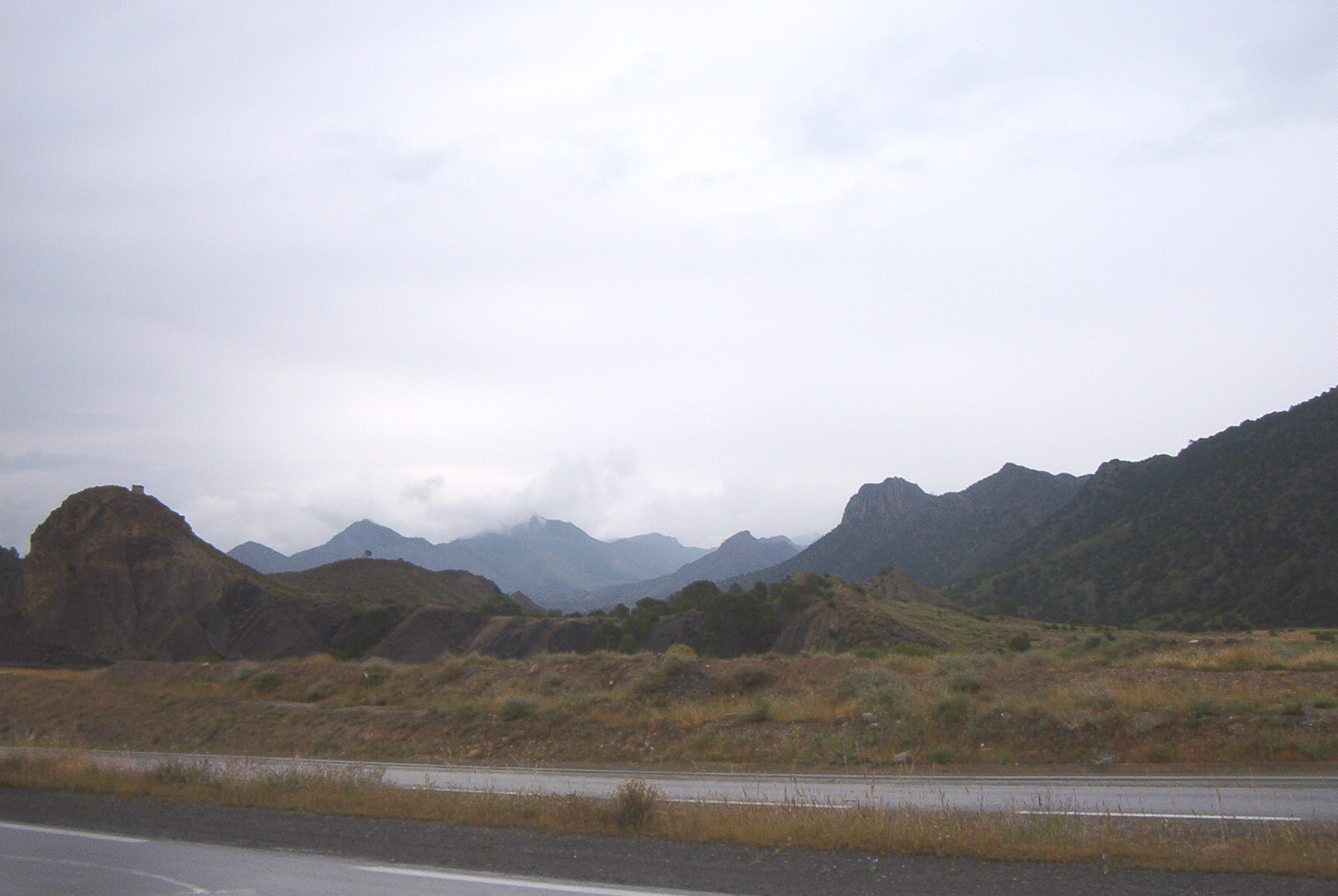
Montagne des Bibans

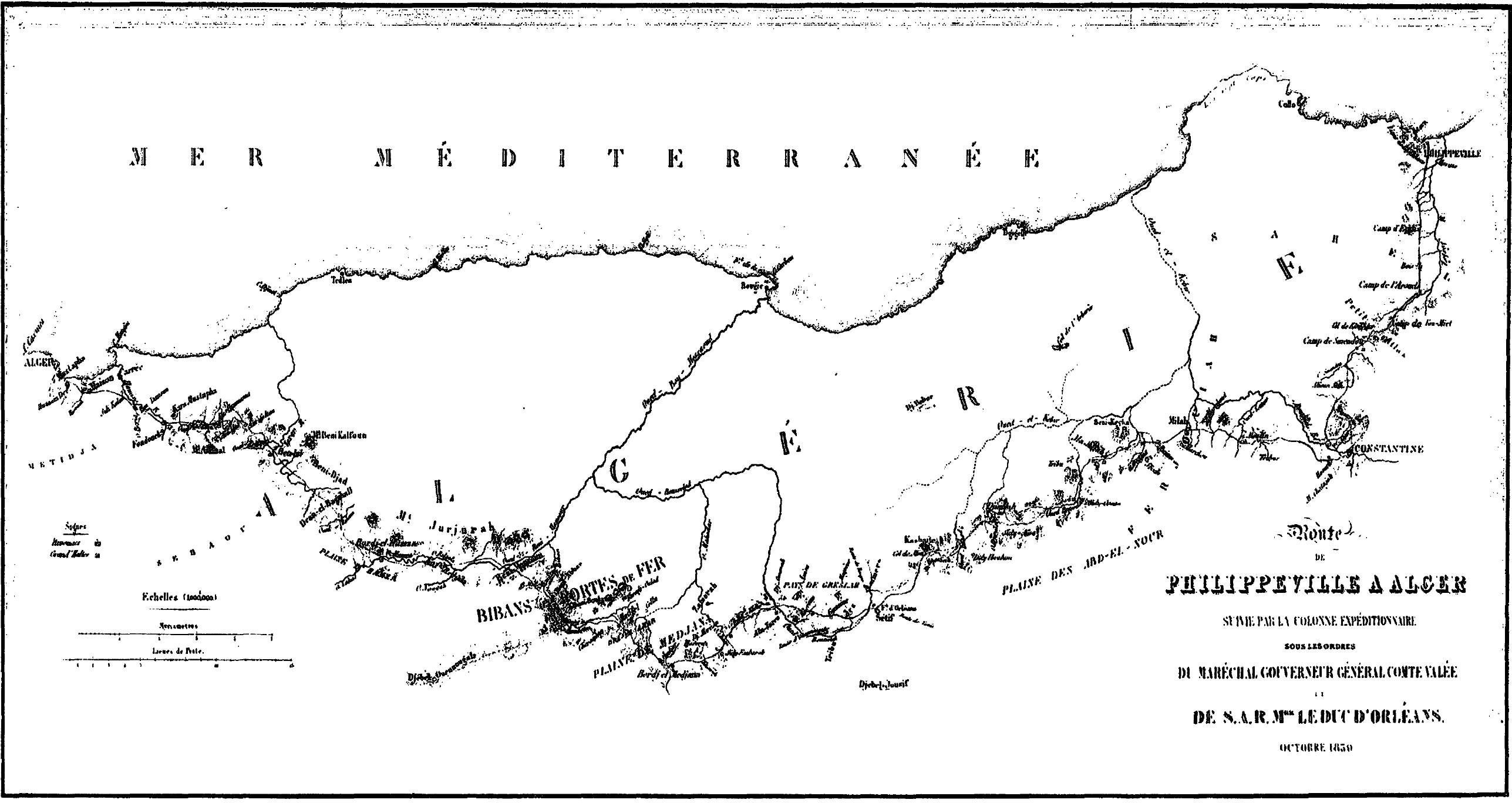
Portes de fer (carte de 1839)

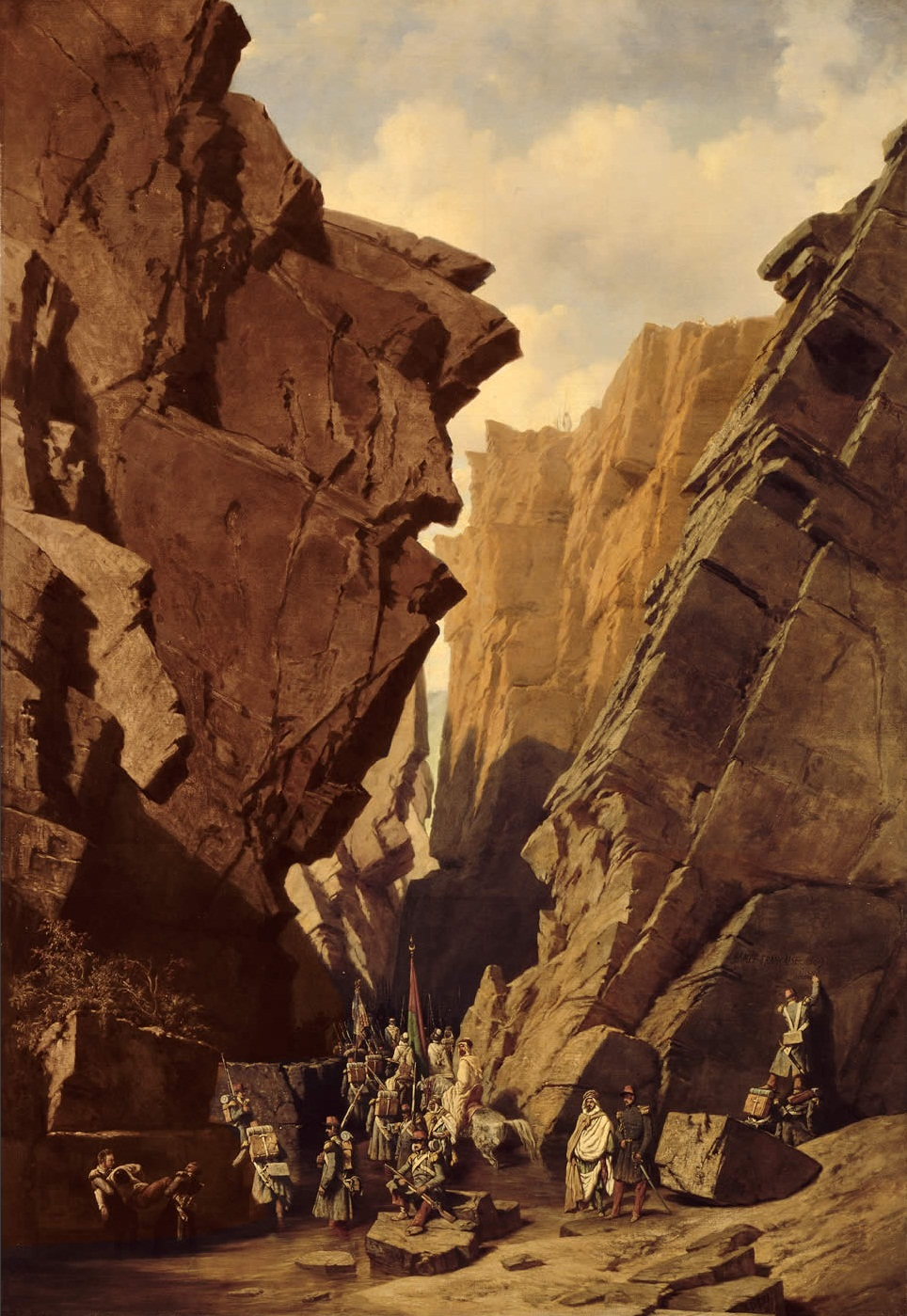
Les Portes de fer au XIXe siècle.

Les Portes de Fer (en kabyle tiggura et en arabe El'Bibane) sont un passage et détroit montagneux de la chaîne des Bibans en Algérie, dans l'Atlas tellien, en "petite Kabylie", à 1050 m. d'altitude.

## Histoire
Ce massif montagneux est le lieu d'un passage stratégique nommé en berbère Tawwurt  (« la porte ») ; l'usage considérant souvent deux passages (un petit et un grand), le secteur est aussi nommé au pluriel Tiwwura  (« les portes »). C'est la petite porte qui fut surnommée bab hadid, « la porte de fer » ; appellation étendue, au pluriel, à l'ensemble. C'est de ces mots berbères qu'est donné le nom arabe (El'Bibane), puis en français les Portes de Fer, à ce passage ; ensuite, par extension dans ces deux langues, le mot arabe Bibans (« les portes ») est employé pour désigner le massif montagneux entier,.
En août 1839, le franchissement des Portes de Fer par le Duc d'Orléans représente une rupture diplomatique qui relance les affrontements en Algérie. Ce franchissement est une violation du traité de la Tafna qui conduit Abd el-Kader à proclamer la Jihad et à se jeter sur la Mitidja en ravageant les propriétés coloniales.